# Saison 1 de Tyrant
Chronologie
Saison 2
Cet article présente le guide des épisodes de la première saison de la série télévisée américaine Tyrant.

## Généralités
- Aux États-Unis, cette saison a été diffusée entre le 24 juin 2014 et le 26 août 2014 sur FX.
- Au Canada, elle a été diffusée en simultané sur FX Canada.

## Distribution

### Acteurs principaux
- Adam Rayner (VF : Damien Boisseau) : Bassam « Barry » Al Fayeed
- Jennifer Finnigan (VF : Hélène Bizot) : Molly Al Fayeed
- Ashraf Barhom (VF : Gilles Morvan) : Jamal Al Fayeed
- Fares Fares (VF : Nessym Guetat) : Fauzi Nadal
- Moran Atias (VF : Marie Zidi) : Leila Al Fayeed
- Noah Silver (en) (VF : Gabriel Bismuth-Bienaimé) : Sammy Al Fayeed
- Anne Winters (VF : Jessica Monceau) : Emma Al Fayeed
- Mehdi Dehbi (VF : Alexandre Nguyen) : Abdul
- Salim Daw (VF : Omar Yami) : Yussef
- Alice Krige (VF : Maïté Monceau) : Amira Al Fayeed
- Justin Kirk (VF : Pierre Tessier) : John Tucker

### Acteurs récurrents
- Mor Polanuer (VF : Alice Taurand) : Samira Nadal
- Raad Rawi (VF : Saïd Amadis) : Khaled
- Sibylla Deen (VF : Audrey Sablé) : Nusrat Al-Fayeed
- Oshrat Ingedashet (VF :Marine Tuja) : Reema
- Mohammad Bakri (VF : Igor De Savitch) : Sheik Rashid
- Alexander Karim (VF : Stéphane Fourreau) : Ihab Rashid
- Wrenn Schmidt (VF : Pamela Ravassard) : Jenna Olson
- Leslie Hope (VF : Véronique Augereau) : Lea Exley
- Cameron Gharaee (VF : Nathanel Alimi) : Ahmed Al-Fayeed

## Épisodes

### Épisode 1:La mort du despote
- États-Unis /  Canada : 24 juin 2014 sur FX[2] / FX Canada
- Suisse : 5 août 2015 sur RTS Un[3]

- États-Unis : 2,10 millions de téléspectateurs[4] (première diffusion)

### Épisode 2:État d'urgence
- États-Unis /  Canada : 1er juillet 2014 sur FX / FX Canada
- Suisse : 5 août 2015 sur RTS Un

- États-Unis : 1,38 million de téléspectateurs[5] (première diffusion)

### Épisode 3:Comme des frères
- États-Unis /  Canada : 8 juillet 2014 sur FX / FX Canada
- Suisse : 12 août 2015 sur RTS Un

- États-Unis : 1,70 million de téléspectateurs[6] (première diffusion)

### Épisode 4:L'anniversaire
- États-Unis /  Canada : 15 juillet 2014 sur FX / FX Canada
- Suisse : 12 août 2015 sur RTS Un

- États-Unis : 1,57 million de téléspectateurs[7] (première diffusion)

### Épisode 5:Au nom du père
- États-Unis /  Canada : 22 juillet 2014 sur FX / FX Canada
- Suisse : 19 août 2015 sur RTS Un

- États-Unis : 1,50 million de téléspectateurs[8] (première diffusion)

ujjjh

### Épisode 6:La rencontre
- États-Unis /  Canada : 29 juillet 2014 sur FX / FX Canada
- Suisse : 19 août 2015 sur RTS Un

- États-Unis : 1,43 million de téléspectateurs[9] (première diffusion)

### Épisode 7:Médecine préventive
- États-Unis /  Canada : 5 août 2014 sur FX / FX Canada
- Suisse : 26 août 2015 sur RTS Un

- États-Unis : 1,34 million de téléspectateurs[10] (première diffusion)

### Épisode 8:Changement de direction
- États-Unis /  Canada : 12 août 2014 sur FX / FX Canada
- Suisse : 26 août 2015 sur RTS Un

- États-Unis : 1,53 million de téléspectateurs[11] (première diffusion)

### Épisode 9:L'étincelle
- États-Unis /  Canada : 19 août 2014 sur FX / FX Canada
- Suisse : 2 septembre 2015 sur RTS Un

- États-Unis : 1,45 million de téléspectateurs[12] (première diffusion)

### Épisode 10:Partie de pêche
- États-Unis /  Canada : 26 août 2014 sur FX[13] / FX Canada
- Suisse : 2 septembre 2015 sur RTS Un

- États-Unis : 1,52 million de téléspectateurs[14] (première diffusion)